# Dzihunia ilan
Dzihunia ilan is een straalvinnige vissensoort uit de familie van de bermpjes (Nemacheilidae). De wetenschappelijke naam van de soort is voor het eerst geldig gepubliceerd in 1936 door Turdakov.